# Xiannüshan, Hubei
Xiannüshan (kinesiska: 仙女山, 仙女山街道) är en sockenhuvudort i Kina. Den ligger i provinsen Hubei, i den centrala delen av landet, omkring 44 kilometer väster om provinshuvudstaden Wuhan. Antalet invånare är 165 230. Befolkningen består av 78 695 kvinnor och 86 535 män. Barn under 15 år utgör 14,0 %, vuxna 15-64 år 78 %, och äldre över 65 år 7,0 %.
Runt Xiannüshan är det mycket tätbefolkat, med 1 095 invånare per kvadratkilometer. Xiannüshan är det största samhället i trakten. Trakten runt Xiannüshan består till största delen av jordbruksmark.
Genomsnittlig årsnederbörd är 1 441 millimeter. Den regnigaste månaden är juli, med i genomsnitt 203 mm nederbörd, och den torraste är december, med 19 mm nederbörd.